# Aulo Virgio Marso
Aulo Virgio Marso (Marsica, 20 a.C. circa – 40 circa) è stato un militare romano.

## Biografia
Si arruolò nell'esercito romano prestando servizio nella Legione III Gallica di stanza in Siria. La carriera: primipilo, il più alto in grado fra i sessanta centurioni della legione. Comandante, "primus pilus, strenuus vir peritusque militiae", ovvero uomo valoroso ed esperto dell'arte militare del primo manipolo dei triari, soldati più anziani e di sperimentato valore, "spectatae virtutis". Comandante di campo in Egitto; comandante del genio; tribuno della quarta coorte dei pretoriani a guardia dell'imperatore Augusto; tribuno della undicesima coorte dei pretoriani a guardia dell'imperatore Tiberio (tra il 23 d.C., creazione delle coorti X-XII, e il 37 d.C. morte di Tiberio). Si ritirò in congedo a Vicus Anninus, presso Vëcennë, a sud-est di Taroti (località della contemporanea Lecce nei Marsi). Rivestì la carica di quadrumviro a Marruvio (San Benedetto dei Marsi), municipio da cui dipendeva il Vicus Anninus.
Nella seconda metà del XX secolo un cippo funerario con un'epigrafe dedicata al legionario è stato rinvenuto nei pressi dell'area archeologica di Rio Tavana a Lecce nei Marsi.